# 董升堂
董升堂（1893年7月20日—1963年10月7日），字希仲。直隶（今河北）新河县人，中國工農紅軍将领董振堂的长兄。

## 生平
保定陆军军官学校第八期肄业，陆军大学特别班第六期毕业。在西北军冯玉祥部任排、连、营、团长。1937年任第二十九军军官教导团团长。后任第三十八师第一一四旅旅长。1939年在张自忠第三十三集团军任第五十九军第三十八师副师长，二十四集团军参谋长、第五十九军第180师师长，在长城抗战，1935年因長城抗戰獲得青天白日勳章。并在冀东、山东、武汉、鄂西等地作战。
抗日利后任第三绥靖区高参。李振清为军长重建国民革命军第四十军，李与董升堂早年在孙岳部相识，后在庞炳勋部共处，1946年2月，董升堂到安阳任第四十军参谋长，1946年4月为整编第四十师任参谋长。1947年3月调任整40师第106旅旅长，辖罗彦端第三一七和庞庆臣第三一八两个团，全旅约七千余人。1947年5月5日至25日坚守安阳抗击晋冀鲁豫野战军主力围攻。率部随整40师追剿千里跃进大别山的刘邓大军。1947年10月26日至27日在高山铺战役中被全歼，化妆脱逃。整40师回豫北重建，董升堂仍为第106旅旅长。1948年1月，董升堂升任整40师副师长，专职培训下级官佐，旅长一职由赵天兴继任。1948年4月，整40师移驻新乡，安阳交地主武装和保安队。1948年5月，新乡成立第十二绥靖区。
1948年9月，整编第四十师恢复第四十军番号。1948年9月22日，授中华民国陆军少将。1948年10月上旬，郑州守军孙元良兵团东调，第40军军长李振清和副军长李辰熙率第106师两个团和第39师一个团赴郑州接防。10月21日夜，中野四个纵队围攻郑州，李振清率部北逃，董升堂指挥一个团接应郑州守军，但第40军军部和106师大部被中野九纵追歼，李振清负伤，二李仅率少数人逃回新乡。1949年1月10日，淮海战役结束。2月27日，李振清、董升堂将新乡军事交李辰熙，二人乘飞机离新乡去汉口。董见国民党大势已去，心恢意冷，辞去副军长职务，潜赴徐州做生意。不久向徐州军管会告知自己的身份。
1949年10月移居北京。1950年2月，入解放军华东军政大学学习，八个月后毕业，派任骑兵学校军事教员。1951年3月调任中央军委总参谋部训练部工作，任高级研究室研究员。1952年10月，董被确定转业，安排在北京市房管局，成为一名档案管理员，曾当选北京市东城区政协委员。1963年10月7日，病逝於北京。

## 著作
1. 《七七事变前夕的“新鸿门宴”》1962年内部发行
2. 《二十九军南苑血战突围经过》写于1962年，1986年出版。
3. 《夜袭喜峰口敌后》1987年出版。
4. 《张自忠将军生平概述》1987年出版。
5. 《保定军校被洗劫焚毁纪实》1987年出版。
6. 《董振堂生平》一文，1991年出版。
7. 《宋哲元枪毙师长张遂印前后》写于1962年10月，2002年出版。
8. 《回忆马法五被俘前后》写于1962年12月，2002年出版。
9. 《陆大教育长万耀煌轶事》一文写于1963年1月，2002年出版。
10. 董升堂供稿：《马孝堂口述张自忠将军殉国经过》，1987年出版。